# Resolução 88 do Conselho de Segurança das Nações Unidas
Resolução 88 do Conselho de Segurança das Nações Unidas, foi aprovada em 8 de novembro de 1950, de acordo com a regra 39 das regras provisórias de procedimento, o Conselho convocou um representante da República Popular da China a estar presente durante a discussão pelo Conselho do relatório especial do Comando das Nações Unidas na Coreia.
Foi aprovada com 8 votos, e 2 cotra da República da China e Cuba e uma abstenção do Egito.